# De Morgan (cràter)
De Morgan és un petit cràter d'impacte de la Lluna, localitzat a la regió central de la Lluna i situat entre el cràter D'Arrest (dos diàmetres de cràter al sud), i Cayley (al nord). Deu el seu nom al lògic i matemàtic britànic Augustus De Morgan.

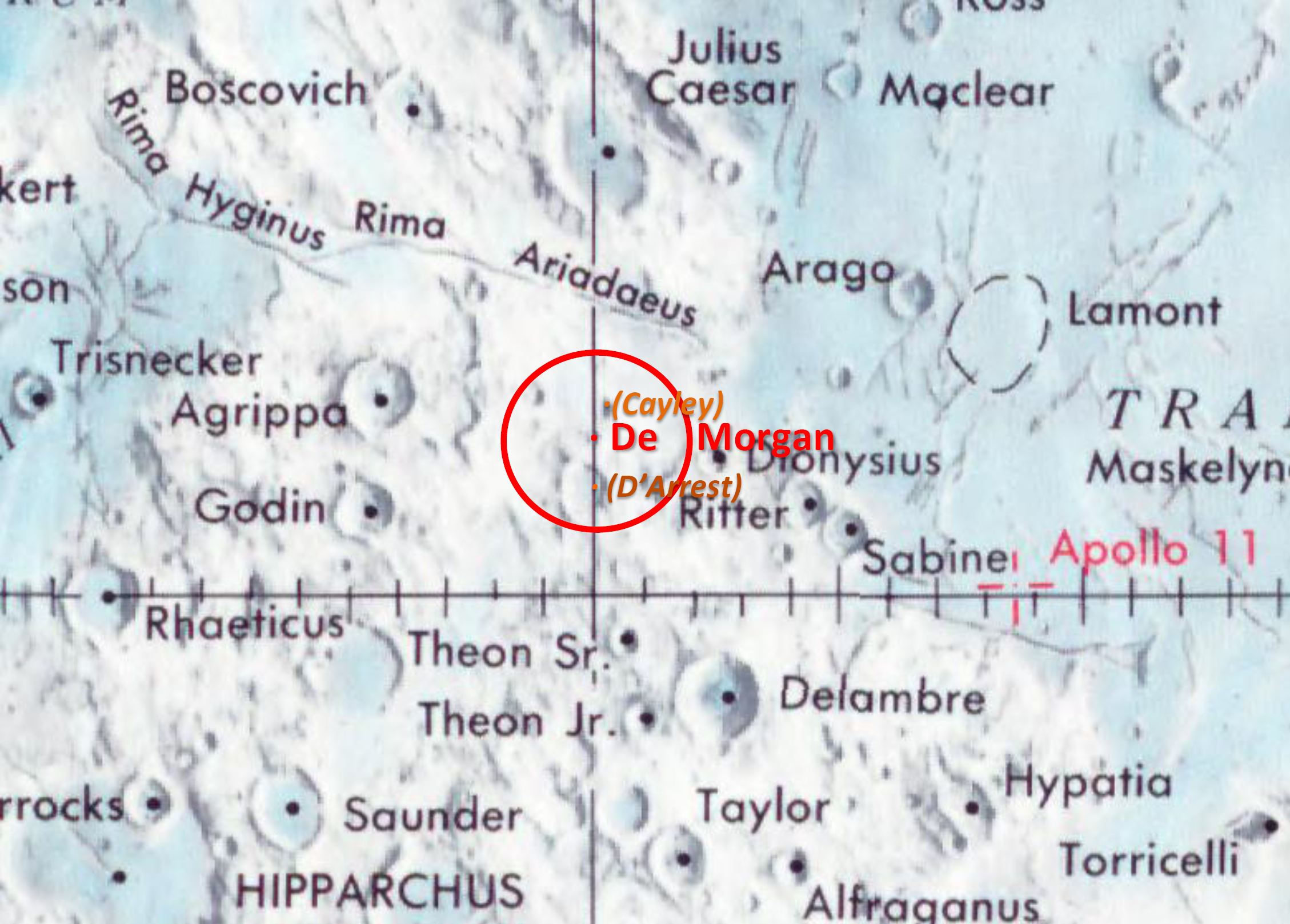
Localització de De Morgan (centre de la imatge)
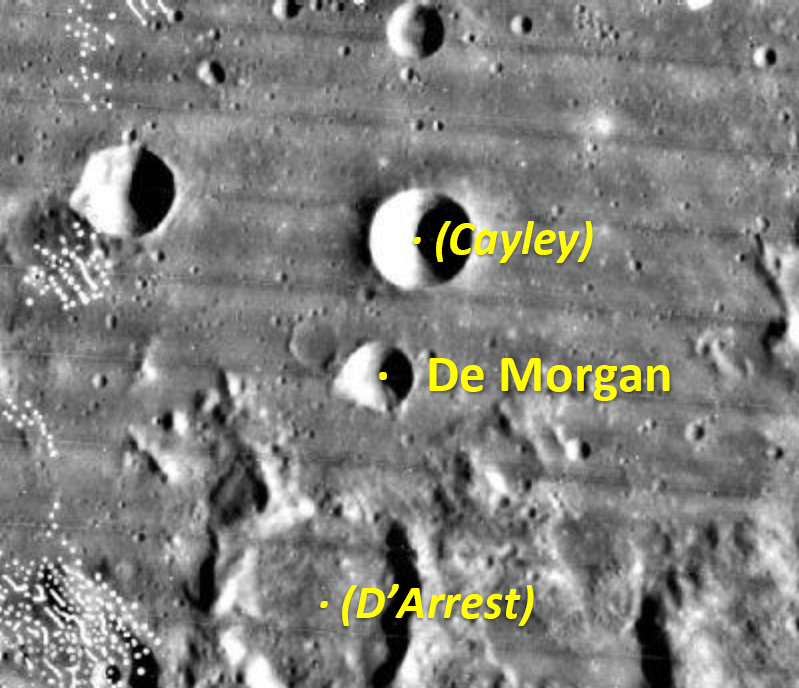
Cràter De Morgan (entre D'Arrest i Cayley)
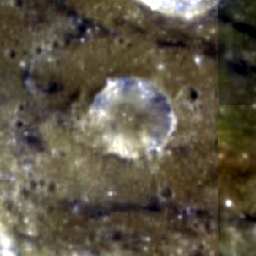
Vista en color del cràter De Morgan

Aquest cràter és circular i de forma còncava, amb una plataforma interior petita al centre de perfil cònic de la paret interior.